# Without Your Love (Toto)
Without Your Love is een nummer van de Amerikaanse rockband Toto uit 1987. Het is de tweede single van hun zesde studioalbum Fahrenheit.
"Without Your Love" gaat over een man die moeilijk kan wennen aan het feit dat zijn vrouw hem verlaten heeft. Het nummer werd een klein hitje in de Verenigde Staten, waar het de 38e positie bereikte in de Billboard Hot 100. Ook in Nederland werd de plaat een bescheiden succesje. De Nederlandse Top 40 werd niet gehaald, wel bereikte het de 12e positie in de Tipparade.

## Tracklijst
7"-single
1. "Without Your Love" - 4:33
2. "Can't Stand It Any Longer" - 4:39